# Kalsoy

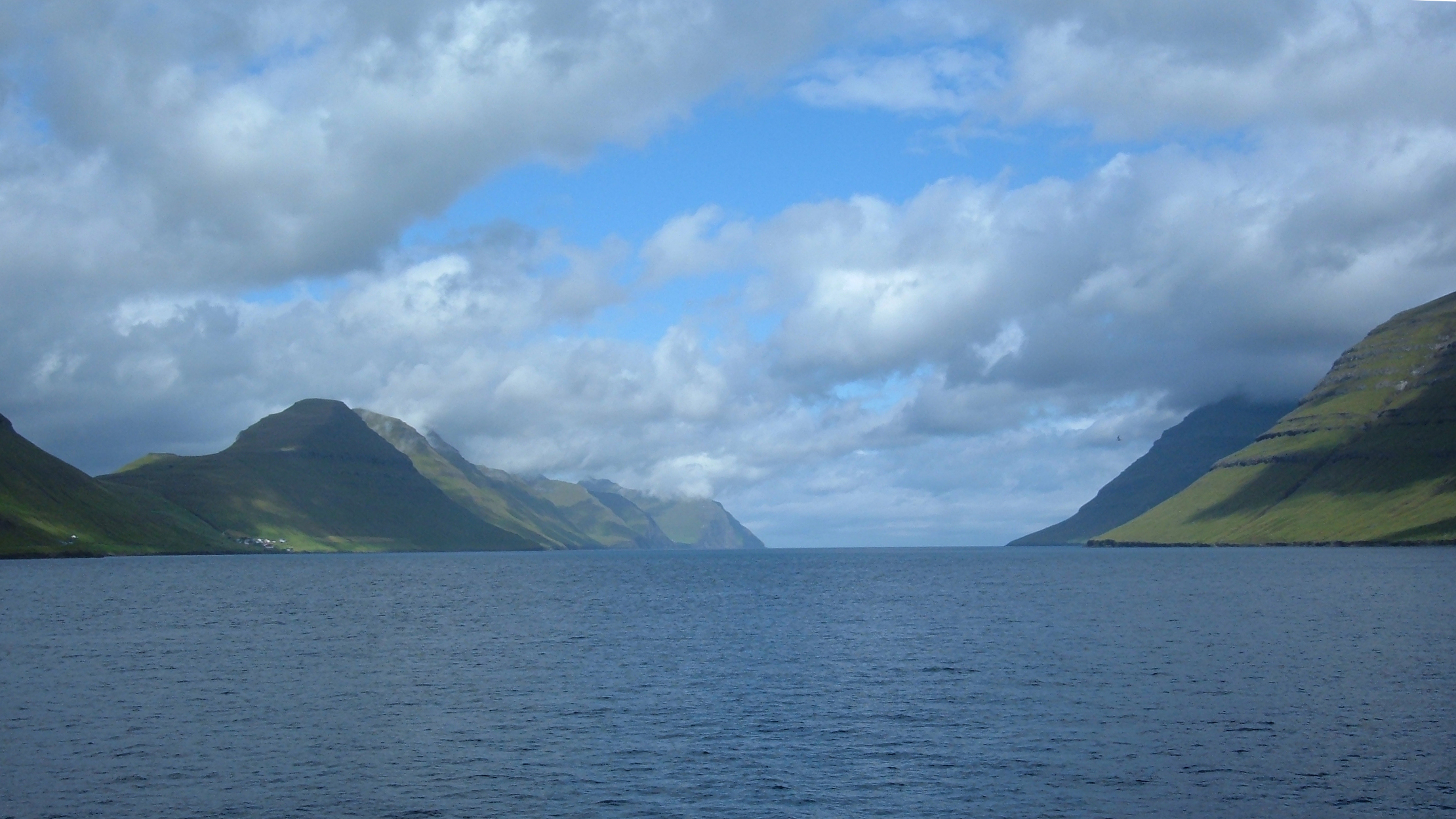
Kalsoyarfjørður: các đảo trên hình là Kalsoy (bên trái) và Kunoy (bên phải)

Kalsoy là 1 đảo ở phía đông bắc của Quần đảo Faroe, nằm giữa đảo Eysturoy và đảo Kunoy. Kasoy có diện tích là 31 km² và có 13 ngọn núi đá. Có 1 tháp hải đăng ở Kallur, mỏm cực bắc của Kalsoy.
Tên đảo theo tiếng Faroe có nghĩa là đảo của đàn ông, đối lập với đảo Kunoy là đảo của phụ nữ.

## Địa lý

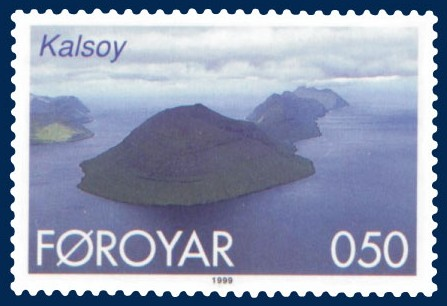
Kalsoy trên 1 tem thư Faroe từ năm 1999

Đảo Kalsoy có dạng hình thuôn, chiều dài là 18 km, chiều rộng từ 1 tới 3 km. Bờ phía tây có các vách đá dốc đứng dọc suốt theo chiều dài đảo, trong khi các Thung lũng ở dốc phía đông che chở cho 4 nơi định cư nhỏ là Húsar, Mikladalur, Syðradalur và Trøllanes, với số dân tổng cộng chưa tới 150 người. Các xóm này nối với nhau bằng một con đường dài 12 km, trong đó có 5 đường hầm dọc theo đảo. Người Faroe thường gọi đảo Kalsoy theo cách bình dân là ống sáo gỗ (vì đảo hình thuôn có con đường với 10 cửa đường hầm, giống như lỗ ống sáo).

## Các đường hầm
| Năm  | Tên                  | Chiều dài (m) | nối                     |
| ---- | -------------------- | ------------- | ----------------------- |
| 1979 | Villingadalstunnilin | 1.193         | Húsar và Mikladalur     |
| 1980 | Mikladalstunnilin    | 1.082         | Húsar và Mikladalur     |
| 1980 | Ritudalstunnilin     | 683           | Húsar và Mikladalur     |
| 1985 | Teymur í Djúpadal    | 220           | Mikladalur và Trøllanes |
| 1985 | Trøllanestunnilin    | 2.248         | Mikladalur và Trøllanes |

## Các núi
Đảo có 13 ngọn núi đá, trong đó 2 ngọn cao nhất là:
| Tên         | Độ cao |
| ----------- | ------ |
| Nestindar   | 787 m  |
| Botnstindur | 743 m  |